# Malcolm C. McGregor
Malcolm Charles McGregor (4 mars 1896 - 19 février 1936) est un as de l'aviation néo-zélandais de la Première Guerre mondiale crédité de 11 victoires. Après la guerre, il est un pionnier de l'aviation dans son pays, concourt dans les courses aériennes intercontinentales et conserve le grade de chef d'escadron dans la Force aérienne territoriale de Nouvelle-Zélande (en) .
Nommé directeur, conseiller technique et chef de service de la nouvelle compagnie aérienne nationale, Union Airways of New Zealand (en), il meurt à l'hôpital de Wellington à la suite d'un accident de vol dans un avion de la compagnie, juste avant son 40e anniversaire.

## Jeunesse

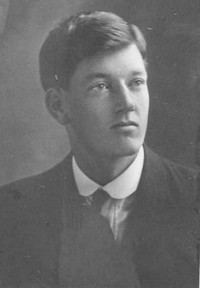

Malcolm Charles McGregor naît le 4 mars 1896 près de Hunterville, en Nouvelle-Zélande, fils d'Ewen McGregor et de son épouse née Matilda Chubbin. Il fait ses études dans un lycée d'Hamilton, dans le nord de la Nouvelle-Zélande. À l'âge adulte, il mesure près d'un mètre 90, une taille particulièrement imposante pour l'époque.

## Première Guerre mondiale
McGregor obtient son certificat aérien en septembre 1916. Le 7 avril 1917, Malcolm est nommé Flying Officer dans le Royal Flying Corps. Son premier succès aérien a lieu le 6 juin 1917, lorsqu'il détruit un Albatros D.III au sud-ouest de Cambrai aux commandes d'un Sopwith Pup.
McGregor ne remporte aucune autre victoire pendant près d'un an, mais survit miraculeusement à un crash après avoir été abattu par un pilote ennemi. Son compteur se débloque après son transfert au No. 85 Squadron RAF, lorsqu'il abat un avion de reconnaissance ennemi au-dessus d'Armentières le 29 mai 1918. Trois jours plus tard, il abat deux chasseurs Pfalz D.III au-dessus de La Gorgue, et le 27 juin 1918, il détruit un autre appareil de reconnaissance allemand, ce qui fait de lui un as.

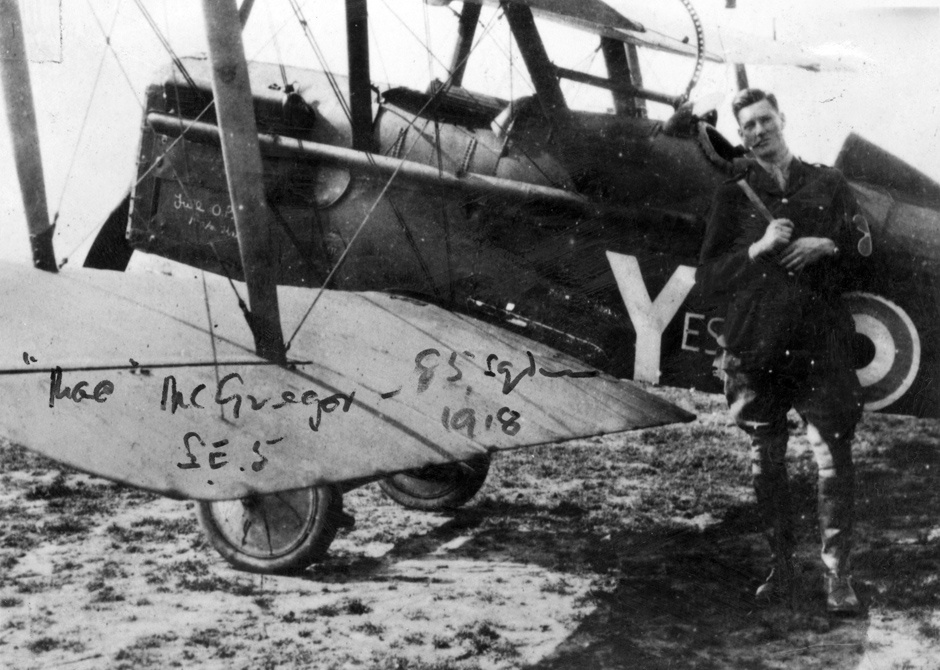
Malcolm McGregor à côté de son appareil, en 1918.

Le 24 juillet, il remporte une autre double victoire au sud-est de Kemmel, en Belgique, en détruisant un Fokker D.VII et en mettant un autre hors de combat. Le 3 août, il détruit un Fokker D.VII. Le 10 août, McGregor est de nouveau abattu, mais survit sans blessure grave. Plus tard en août, le 22, il détruit un autre Fokker D.VII. Pour cette action, il reçoit la Distinguished Flying Cross.
McGregor devient ensuite un balloon-buster, en détruisant un ballon d'observation ennemi à l'est de Maretz, en France, le 8 octobre. Il termine sa série de victoires en détruisant un autre avion de reconnaissance le 23 octobre 1918. Son bilan à la fin de la guerre est d'un ballon d'observation et de cinq avions ennemis détruits, plus quatre avions mis hors de contrôle,.

## Reconversion d'après-guerre
McGregor est libéré de la Royal Air Force le 17 juillet 1919 et retourne en Nouvelle-Zélande pour être agriculteur.
McGregor prend du service dans la Force aérienne territoriale de Nouvelle-Zélande (en) en 1921 et est nommé chef d'escadron en 1930. Il prend également part à des activités d'aviation civile, notamment en assurant des spectacles de cirques volants et quelques trajets pionniers de courrier aérien à travers la Nouvelle-Zélande.
McGregor participe avec Francis Maurice Clarke en 1930 à la création d'Air Travel, une compagnie d'aviation civile équipée d'un De Havilland DH.50. C'était le premier service aérien régulier de la Nouvelle-Zélande entre les principaux centres, Christchurch et Dunedin, mais la demande n'était pas suffisante pour le service, dans le contexte du début de la Grande Dépression.
À la fin de 1931, on rapporte que Malcolm assure des transports de courrier dans un Simmonds Spartan. Il est nommé instructeur en chef de l'aéro-club de Manawatu en 1932 mais il se blesse lourdement au dos dans un accident en décembre 1932 lors du premier concours de l'aéro-club de Manawatu et passe près d'un an à l'hôpital de Palmerston North.

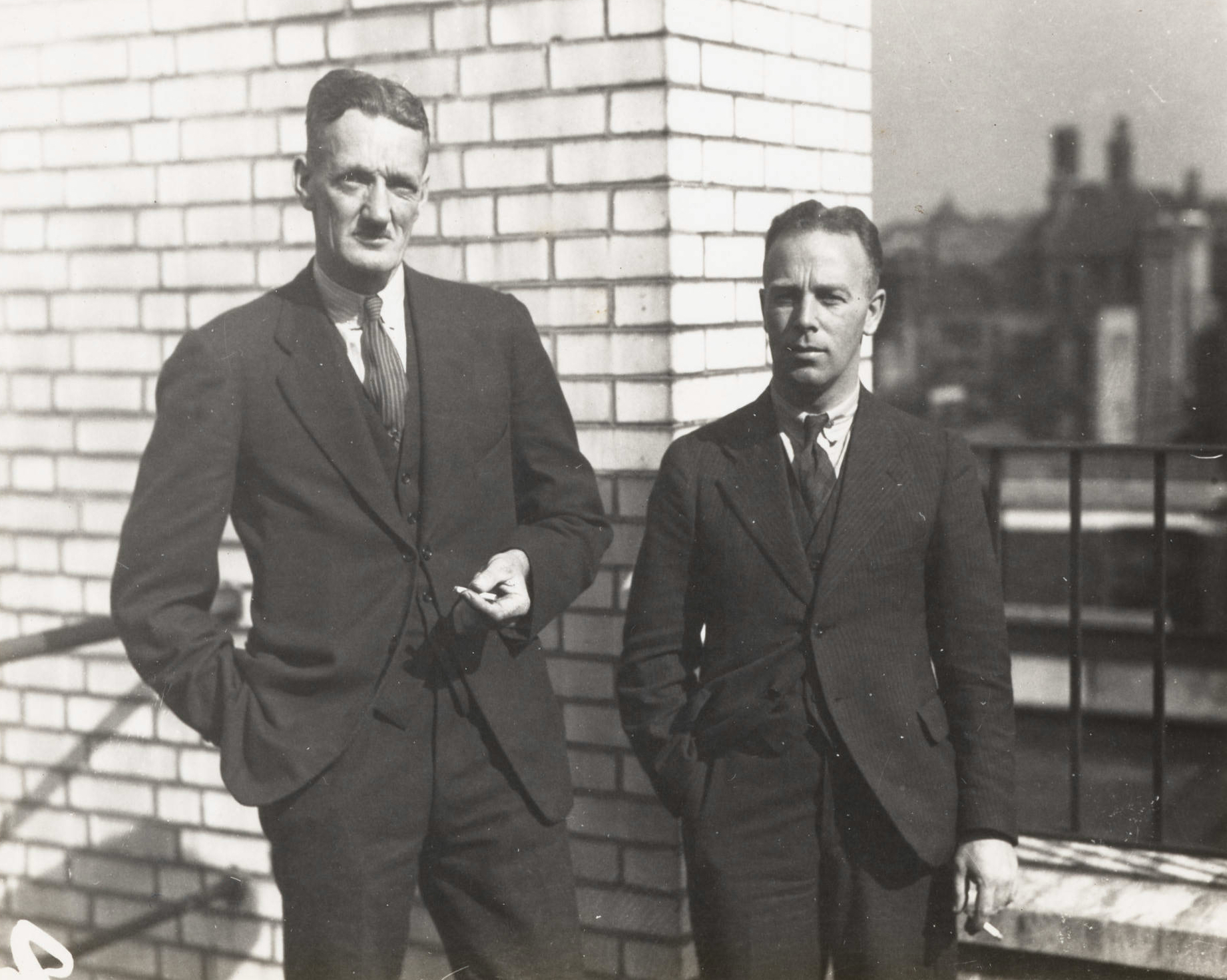
McGregor avec Walker, son copilote pour la course de 1934.

Engagé par l'aéro-club de Manawatu avec H. C. Walker, il fut l'un des concurrents de la MacRobertson Air Race en octobre 1934. Lui et son copilote ont effectué le parcours, Mildenhall à Melbourne, en 7 jours 15 heures, dans un Miles Hawk Major.
Après cette course, McGregor participe grandement à la fondation de la compagnie aérienne Union Airways of New Zealand (en). Cependant, Malcolm ne verra pas longtemps le résultat, car il ne survit pas au 4e crash aérien de sa vie. Lors d'un atterrissage dans des conditions difficiles à l'aéroport de Rongotai, à Wellington le 19 février 1936, l'aile de son appareil percute le mât de l'anémomètre de l'aéroport. Grièvement blessé lors du crash, Malcolm McGregor décède à l'hôpital quelques heures plus tard, à 39 ans. Il avait une femme et quatre enfants.